# Antonia Thomas
Pour les articles homonymes, voir Thomas.
Antonia Laura Thomas, née le 3 novembre 1986 à Londres, est une actrice britannique.
Elle se fait connaître dans le teen drama fantastique Misfits diffusée sur E4 dans lequel elle incarne le personnage d'Alisha Daniels (2009-2011).
Elle confirme sa percée sur le petit écran en jouant l'un des rôles principaux de la sitcom Lovesick et de la série médicale et dramatique Good Doctor.

## Biographie

### Jeunesse et formation
Sa mère est jamaïcaine et son père est anglais. Elle a deux sœurs plus âgées, Emma Jay Thomas, elle aussi actrice, et Chloé Lucy Thomas, journaliste.
Antonia est élève à la City of London School for Girls, puis elle obtient son Bachelor of  Arts, option théâtre à la Bristol Old Vic Theatre School.
Puis, elle devient membre du National Youth Theatre.

### Carrière
Antonia Thomas a été choisie pour incarner Alisha Daniels, l’un des personnages principaux de la série télévisée fantastique, Misfits, en 2009, un jour seulement après avoir quitté la Bristol Old Vic Theatre School. Ce rôle la révèle dans un premier temps et lui vaut une proposition pour le prix de la meilleure actrice dans une série télévisée lors du Festival de télévision de Monte-Carlo 2011. En fin d’année, elle confirme quitter le teen drama fantastique, déclarant qu'elle avait passé un "moment incroyable" à jouer dans la série.
L’année suivante, elle apparait dans le clip musical Charlie Brown de Coldplay. En 2013, Thomas a joué dans le film Sunshine on Leith. Ce drame musical lui vaut une citation pour l’Empire Awards de la révélation féminine.
À partir de 2014, elle joue le rôle d'Evie dans la série télévisée britannique Scrotal Recall, diffusée sur Channel 4. Après avoir connu le succès sur Netflix, le réseau de streaming a commandé une deuxième série de 8 épisodes, sans la participation de Channel 4, qui a été mise à disposition dans le monde entier sur la plateforme en novembre 2016 sous le nouveau nom Lovesick,.
Entre-temps, Thomas a participé à la vidéo musicale de la chanson C'est La Vie de Stereophonics et assure aussi la narration du reboot de la série télévisée britannique pour enfants Teletubbies.
Elle joue aussi dans une poignée de courts et longs métrages indépendants.
À partir de 2017, elle rejoint la distribution principale de Good Doctor, une série médicale et dramatique portée par Freddie Highmore qui interprète un jeune docteur autiste savant. Elle joue le rôle du Dr Claire Browne, une interne en chirurgie. En France, le show est diffusé en première partie de soirée sur la première chaîne nationale TF1,.

## Filmographie

### Cinéma

#### Courts métrages
- 2011 : Misfits: Erazer d'Al Mackay : Alisha Daniels
- 2014 : Air d'Emma Maclennan : Alex
- 2015 : Isla Traena de Freddy Syborn : D
- 2016 : Breaking de Saul Abraham et Josh Feder : Anna

#### Longs métrages
- 2012 : 8 Minutes Idle de Mark Simon Hewis : Adrienne
- 2012 : Spike Island : Lisa
- 2013 : Sunshine on Leith : Yvonne
- 2013 : Hello Carter d'Anthony Wilcox : Mischa
- 2014 : Scintilla : Steinmann
- 2014 : Northern Soul : Angela
- 2015 : Survivor : Naomi Rosenbaum
- 2016 : FirstBorn : Charlie
- 2016 : The Works d'Elliot Barnes-Worrell : Juliet
- 2017 : Rearview d'Avril E. Russell et Orson Nava : Nicky
- Prochainement : The Score de Malachy Smyth

### Télévision

#### Téléfilms
- 2010 :  Stanley Park de Misha Manson-Smith : Sadie
- 2015 : The Ark de Kenneth Glenaan : Sabba

#### Séries télévisées
- 2009-2011 : Misfits : Alisha (21 épisodes)
- 2010 : The Deep : Maddy (mini-série, 3 épisodes)
- 2012 : Homefront : Tasha Raveley (mini-série, 6 épisodes)
- 2014 : Fleming : Jazz Singer (mini-série, 2 épisodes)
- 2014 : Le transporteur : Ferrara McIntyre (saison 2, épisode 6)
- 2014 - Présente : Lovesick : Evie (22 épisodes)
- 2015 : The Musketeers : Samara Alaman (2 épisodes)
- 2015-2016 : Teletubbies : Le narrateur (voix, 39 épisodes)
- 2016 : The Nightmare Worlds of H.G. Wells : Isabel Harringay (mini-série, 1 épisode)
- 2017 - 2021: Good Doctor : Dr Claire Browne (second rôle)
- 2018 : Snatches: Moments from Women's Lives : Leonie (mini-série, 1 épisode)
- 2023 : Still Up : Lisa (6 épisodes)

### Clips vidéo
- 2012 : Charlie Brown de Coldplay
- 2015 : C'est la vie de Stereophonics

## Distinctions
Sauf indication contraire ou complémentaire, les informations mentionnées dans cette section proviennent de la base de données IMDb.

### Nominations
- Festival de Monte-Carlo 2011 : meilleure actrice dans une série télévisée dramatique pour Misfits
- Empire Awards 2014 : meilleure révélation féminine pour Sunshine on Leith